# سیارک ۱۵۳۸
سیارک ۱۵۳۸ (به انگلیسی: 1538 Detre، نامگذاری:1940RF) هزار و پانصد و سی و هشتمین سیارک کشف شده‌است که در ۸ سپتامبر ۱۹۴۰ کشف شد.
قدر مطلق سیارک برابر ۱۴٫۱۰ است.